# Villasalto
Villasalto é uma comuna italiana da região da Sardenha, na província da Sardenha do Sul, com  cerca de 1.351 habitantes. Estende-se por uma área de 131 km², tendo uma densidade populacional de 10 hab/km². Faz fronteira com Armungia, Burcei, Dolianova, San Nicolò Gerrei, San Vito, Sinnai, Villaputzu.

## Demografia
| Variação demográfica do município entre 1861 e 2011                               |
|                                                                                   |
| Fonte: Istituto Nazionale di Statistica (ISTAT) - Elaboração gráfica da Wikipedia |